# Noyon
Noyon is een gemeente in het Franse departement Oise (regio Hauts-de-France). De gemeente telde 12.810 inwoners op 1 januari 2022. De plaats maakt deel uit van het arrondissement Compiègne.

## Geschiedenis
Noyon was al in de Romeinse tijd bekend. De plaats is waarschijnlijk ontstaan in de 1e eeuw en lag destijds langs de Via Agrippa tussen Amiens en Soissons. Ze strekte zich uit over 10 tot 15 ha. Het heette in deze tijd Noviomagus Veromanduorum of ook Noviomagus Viromanduensis ("Noviomagus van de Viromandui"). De Romeinen gaven de naam Noviomagus (eigenlijk van Keltische herkomst) aan een aantal verschillende steden verspreid over hun rijk. Aangenomen wordt dat de naam van het huidige Noyon later eerst Noviomum is geworden.
Aan het einde van de 3e en het begin van de 4e eeuw (omstreeks het begin van de Grote Volksverhuizing) kromp de plaats en trok zich terug binnen stadsmuren. Ze had toen nog maar een oppervlakte van 2,4 ha. 
Het bisdom Noyon werd in 531 opgericht, met Médard als eerste bisschop. De heilige Eligius was er bisschop tussen 640 en 659. De Abdij Saint-Eloi werd in de 9e eeuw gebouwd op de plaats van zijn graf, buiten het stadscentrum. De stad groeide met nieuwe wijken buiten de oude, Romeinse omwalling.
Karel de Grote is op 7 oktober 768 in de toenmalige kathedraal van Noyon verheven en gezalfd tot koning der Franken. Hij kreeg hiermee delen van het toenmalige Frankische rijk onder zijn bestuur, onder meer Neustrië (waar Noyon bij hoorde). Hugo Capet is in 987 eveneens (vermoedelijk) hier tot koning gekroond, in de voorloper van de huidige kathedraal.
Vanaf de 9e eeuw was de stad, net als veel delen van het West-Frankische rijk, geregeld doelwit van de aanvallen door de Vikingen. In 925 werd de stad opnieuw geplunderd door de Vikingen van Rollo uit Normandië op hun doortocht naar Vlaanderen. Hierbij werd bisschop Immo om het leven gebracht.
In 1108 verkreeg Noyon stadsrechten vanwege bisschop Baudry, als een van de eerste steden in Frankrijk. 
In 1131 vond in Noyon een stadsbrand plaats, waarbij de oude kathedraal werd verwoest. Na deze brand werd in 1145 begonnen met de bouw van een nieuwe kathedraal, de huidige. De bouw hiervan duurde tot 1235. 
De stad kreeg aan het einde van de 12e eeuw een nieuwe, grotere stadsmuur rond een gebied van 40 ha. 
In 1293 was er een nieuwe grote stadsbrand.
In 1516 werd hier de Vrede van Noyon gesloten, waardoor koning Frans I van Frankrijk de stad Milaan verkreeg. In 1590 werd de Abdij Saint-Eloi afgebroken om plaats te maken voor een citadel. Deze citadel werd honderd jaar later op zijn beurt afgebroken. Op deze plaats werd later het treinstation gebouwd. Na de 17e eeuw had de stadsmuur geen militair nut meer en hij werd afgebroken in de loop van de 19e eeuw.
De stad leed veel schade tijdens de Italiaanse Oorlog van 1551-1559.
In september 1914, tijdens de Eerste Wereldoorlog, werd Noyon veroverd door de Duitsers. In maart 1917 werd de stad heroverd door de Fransen, maar na hevige gevechten in maart en april 1918 moesten ze de stad terug prijsgeven. In augustus 1918 werd de stad een tweede maal heroverd. Als gevolg van de gevechten raakte de stad hierbij zwaar beschadigd; tot 80% van de gebouwen werd vernield. In de jaren 1920 werd begonnen met de wederopbouw.

## Bezienswaardigheden

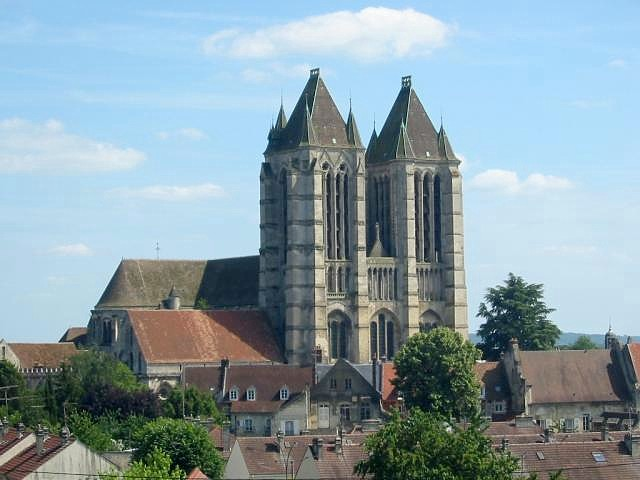
Kathedraal Notre-Dame van Noyon

- De stad beschikt over een gotische kathedraal, die op de kathedraal van Sens (1135) na de oudste gotische kathedraal van Frankrijk is. Met de bouw hiervan werd begonnen in 1145, nadat in 1131 de romaanse kathedraal was afgebrand. Ze werd voltooid in 1235. Na de Eerste Wereldoorlog is de kathedraal gerestaureerd. De stad werd als bisschoppelijk centrum regelmatig afgewisseld met Doornik.
- De bibliotheek van het kapittel van de kanunniken is een in hout opgetrokken gebouw uit de 16de eeuw.
- Het museé Jean-Calvin werd in 1927 gebouwd op de plaats waar Calvijn in 1509 geboren werd. Manuscripten, gravures en portretten weerspiegelen er de geschiedenis van het protestantisme in de 16de eeuw en zijn gecentreerd rond de figuur van Calvijn.
- Het museé du Noyonnais is gevestigd in het oude bisschoppelijk paleis.
- Het stadhuis heeft een renaissance voorgevel die echter veelvuldig herwerkt werd.

## Geografie
De oppervlakte van Noyon bedroeg op 1 januari 2022 18 vierkante kilometer; de bevolkingsdichtheid was toen 711,7 inwoners per km².
De onderstaande kaart toont de ligging van Noyon met de belangrijkste infrastructuur en aangrenzende gemeenten.

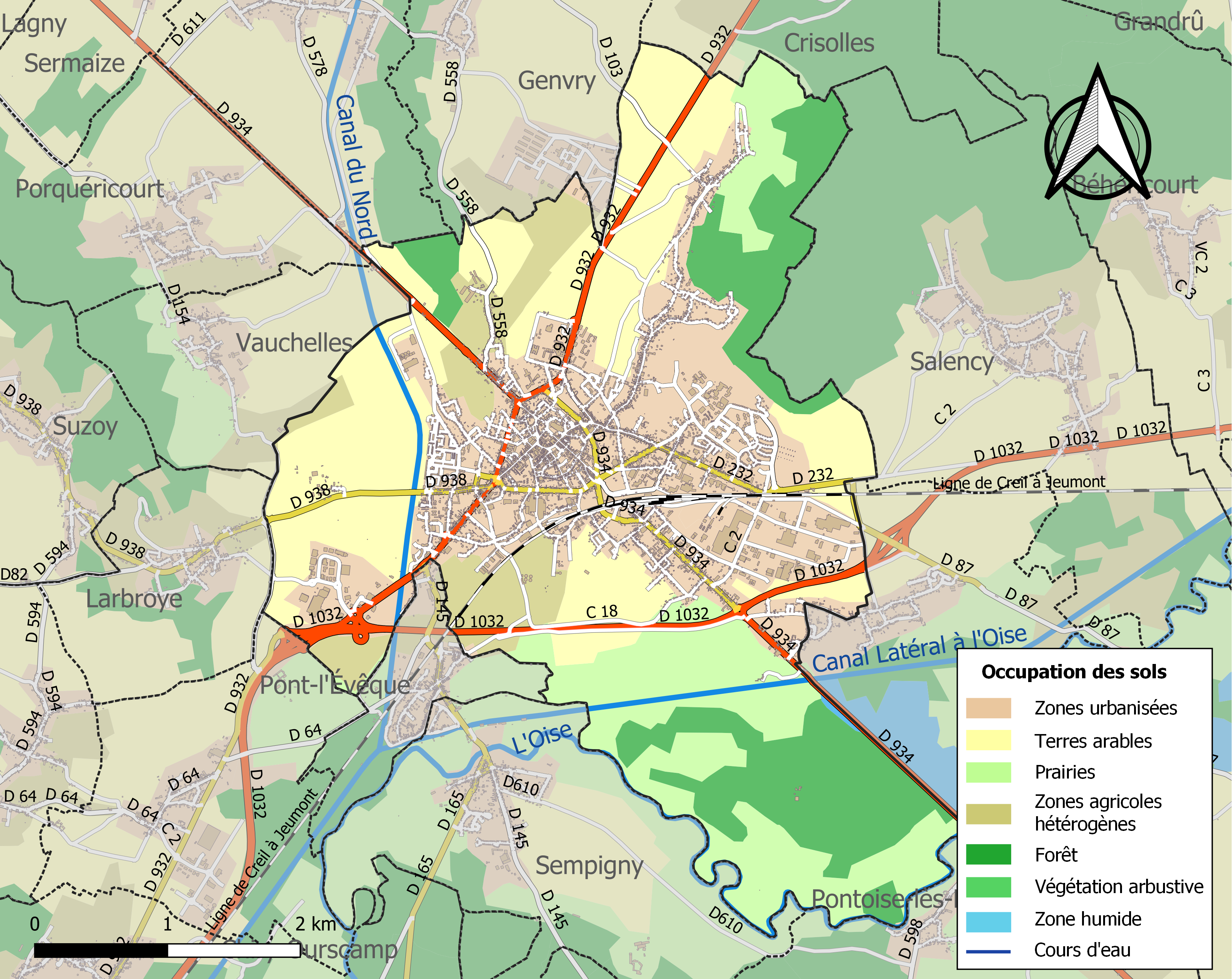

## Verkeer en vervoer
In de gemeente ligt spoorwegstation Noyon.

## Demografie
Onderstaande figuur toont het verloop van het inwonertal (bron: INSEE-tellingen).

## Geboren in Noyon
- Johannes Calvijn (1509-1564), protestants kerkhervormer